# Mohamed Khodavand
Mohamed Taghi Khan Khodavand (em persa: محمد تقی خان خداوند, nascido em 7 de março de 1950) é um ex-ciclista olímpico iraniano.
Khodavand representou sua nação em dois eventos nos Jogos Olímpicos de Verão de 1972.